# كارل مان سيغبان
كارل مان جورج سيغبان (Karl Manne Georg Siegbahn) (مواليد 3 ديسمبر، 1886 - 26 سبتمبر، 1978) كان عالم فيزياء سويدي. حصل على جائزة نوبل في الفيزياء عام 1924 عن اكتشافاته في مجال مطيافية الأشعة السينية X-ray spectroscopy.

## روابط خارجية
- كارل مان سيغبان على موقع الموسوعة البريطانية (الإنجليزية)
- كارل مان سيغبان على موقع مونزينجر (الألمانية)
- كارل مان سيغبان على موقع إن إن دي بي (الإنجليزية)